# Гарантирующий поставщик
Гарантирующий поставщик (сокращенно ГП) электрической энергии — коммерческая организация, обязанная в соответствии с Федеральным законом от 26.03.2003 г. № 35-ФЗ «Об электроэнергетике» или добровольно принятыми обязательствами заключить договор купли-продажи электрической энергии с любым обратившимся к ней потребителем электрической энергии либо с лицом, действующим от имени и в интересах потребителя электрической энергии и желающим приобрести электрическую энергию.
Статус гарантирующего поставщика распространяется на определенную территорию, согласно реестру.
Деятельность гарантирующего поставщика регулируется уполномоченным региональным органом власти и Федеральной антимонопольной службой (ФАС России). В компетенции регуляторов входит:
— утверждение тарифного меню и сбытовой надбавки для гарантирующих поставщиков;
— контроль соблюдения гарантирующими поставщиками установленных финансовых коэффициентов и условий осуществления деятельности.
Гарантирующие поставщики закупают электрическую энергию и мощность на оптовом и розничном рынках, заключают договор на передачу электрической энергии и мощности с сетевыми компаниями в своей зоне деятельности и договор на оплату потерь сетевых компаний, реализуют электрическую энергию и мощность конечным потребителям на своей территории по договорам энергоснабжения, осуществляя расчет потребителя, выписку счетов (биллинг), сбор денежных средств, взыскание задолженности. Фактически, после разделения (реструктуризации) электроэнергетики России на генерирующие, сетевые, сбытовые компании и диспетчеризацию, гарантирующие поставщики осуществляют функцию «единого окна» для потребителя.
Также многие гарантирующие поставщики занимаются дополнительными видами деятельности: продажей, установкой и обслуживанием приборов учёта, реализацией электротехнических товаров, приемом платежей иных организаций (сотовые операторы, интернет-провайдеры, коммунальные организации), проведением энергоаудита, оказанием услуг энергосервиса, выдачей технических условий, проектированием, обслуживанием внутридомовых электрических сетей многоквартирных домов, работой в качестве управляющей компании для многоквартирных домов, производством, передачей и сбытом тепловой энергии, производством электрической энергии на локальных электроустановках.
Наиболее крупные и эффективные гарантирующие поставщики по данным журнала «ЭнергоРынок» по состоянию на 31.12.2007 (в порядке убывания): ОАО «Тюменская энергосбытовая компания», ОАО «Мосэнергосбыт», ОАО «Иркутскэнерго», ОАО «Свердловэнергосбыт», ОАО «Хакасэнергосбыт», ОАО «Пермская энергосбытовая компания», ООО «ЭСК Башкортостана», ОАО «Самараэнерго» и др..

## Гарантирующие поставщики в России
Наиболее крупные и эффективные гарантирующие поставщики в России по версии некоммерческого партнерства «Совет рынка по организации эффективной системы оптовой и розничной торговли электрической энергией и мощностью» по итогам 2012 года (в порядке убывания): ОАО «Новосибирскэнергосбыт», ОАО «Татэнергосбыт», ООО «ЭНЕРГИЯ ХОЛДИНГ», ООО «МЭК», ООО «ЭНЕРГОСБЫТХОЛДИНГ» и др.
По состоянию на 2014 год общее количество гарантирующих поставщиков в России составляло более 100. В соответствии с данными, предоставленными порталом потребителей электроэнергии «Потребим», наиболее крупными и эффективными гарантирующими поставщиками являются: АО «Мосэнергосбыт», АО «Петербургская сбытовая компания», АО «Газпром энергосбыт Тюмень», ОАО «Иркутскэнерго», ОАО «Новосибирскэнергосбыт», ОАО «Татэнергосбыт», ООО «Русэнергосбыт», ОАО «Оборонэнергосбыт».